# Fachkräfteeinwanderungsgesetz
Das Fachkräfteeinwanderungsgesetz vom 15. August 2019 ist ein 54 Artikel umfassendes Bundesgesetz, das Teil des sog. Migrationspakets der deutschen Bundesregierung ist und der Umsetzung verschiedener EU-Richtlinien über die Einreise und den Aufenthalt von Drittstaatsangehörigen dient.

## Zielsetzung
Das Gesetz will dem Fachkräftemangel vor allem in der Gesundheits- und Pflegebranche, in den sogenannten MINT-Berufen (Mathematik, Informatik, Naturwissenschaft und Technik), aber auch im Handwerk  begegnen, indem es die Zuwanderung derjenigen Fachkräfte, die die deutsche Wirtschaft benötigt, gezielt steuert und nachhaltig steigert.
Durch das Gesetz ändert sich für EU-Bürger die bisherige Rechtslage nicht, es hat nur Auswirkungen auf Personen aus Staaten außerhalb der EU.
Die umfangreichsten Änderungen betreffen das Aufenthaltsgesetz. Der Begriff der Fachkraft wird in § 18 Abs. 3 AufenthG n. F. erstmals legaldefiniert. Die Begriffsbestimmung unterscheidet nicht zwischen Akademikern und beruflich ausgebildeten Fachkräften. Fachkraft im Sinne des Aufenthaltsgesetzes ist danach ein Ausländer, der
1. eine inländische qualifizierte Berufsausbildung oder eine mit einer inländischen qualifizierten Berufsausbildung gleichwertige ausländische Berufsqualifikation besitzt (Fachkraft mit Berufsausbildung) oder
2. einen deutschen, einen anerkannten ausländischen oder einen einem deutschen Hochschulabschluss vergleichbaren ausländischen Hochschulabschluss besitzt (Fachkraft mit akademischer Ausbildung).

Der mit Artikel 1 FachKrEG neu eingeführte § 81a AufenthG definiert ein „Beschleunigtes Fachkräfteverfahren“. Bei diesem Verfahren werden die zur Erlangung eines Aufenthaltstitels notwendigen Schritte auf Grundlage einer Vereinbarung zwischen der Ausländerbehörde und dem zukünftigen Arbeitgeber, der hierfür vom Ausländer bevollmächtigt wurde, unternommen.

## Chancen-Aufenthaltsrecht
Die Ampelkoalition hat sich im Koalitionsvertrag vorgenommen, den Zuzug von Fachkräften aus Drittstaaten nach Deutschland zu vereinfachen. Unter anderem soll die Anerkennung von beruflichen Qualifikationen vereinfacht werden. Das Bundeskabinett beschloss am 30. November 2022 Eckpunkte für ein Gesetz, das es für Menschen aus Ländern außerhalb der Europäischen Union (EU) attraktiver machen soll, in Deutschland zu arbeiten. Menschen, die bestimmte Kriterien erfüllen, sollen künftig mit einer „Chancenkarte“ zunächst für ein Jahr nach Deutschland kommen können. Ausländische Fachkräfte sollen auch dann eine Stelle annehmen können, wenn ihr Berufsabschluss in Deutschland nicht anerkannt ist, sie aber über eine mindestens zweijährige Berufserfahrung verfügen. Es wäre dann möglich, die Anerkennung in Deutschland nachzuholen. Ende 2022 wurde das Gesetz zur Einführung eines Chancen-Aufenthaltsrechts verkündet.

## Gesetzesreform 2023
Am 29. März 2023 stimmte der Bundestag einem Referentenentwurf für ein Gesetz zur Weiterentwicklung der Fachkräfteeinwanderung zu und beschloss eine Verordnung zur Weiterentwicklung der Fachkräfteeinwanderung. Das Änderungsgesetz soll der Umsetzung der Richtlinie (EU) 2021/1883 dienen. Unter anderem soll es die Westbalkan-Regelung (§ 26) entfristen und von 25.000 auf 50.000 Personen erhöhen, Visa und Aufenthaltserlaubnisse für Fachkräfte und Akademiker erleichtern und die Vorrangprüfung für Drittstaater mit Daueraufenthaltsrecht in einem anderen EU-Staat aufheben. Die Reform des Gesetzes, inklusive Punktesystem nach Vorbild Kanadas, wurde am 23. Juni 2023 vom Bundestag beschlossen. „Die Gesetzesreform soll es für qualifizierte Arbeitskräfte aus dem Ausland einfacher und attraktiver machen, eine Stelle in Deutschland anzunehmen.“ Der Bundesrat stimmte am 7. Juli 2023 dafür, nicht den Vermittlungsausschuss anzurufen, und billigte damit das Gesetz. Es wurde am 18. August 2023 im Bundesgesetzblatt verkündet. Der Hessische Flüchtlingsrat kritisierte, die durch dieses Gesetz neu eingeführte Aufenthaltserlaubnis für die Ausbildung nach § 16g AufenthG bringe im Vergleich zur früheren Ausbildungsduldung indirekt „massive negative Folgen“ mit sich, insbesondere fehlten ein Anspruch auf BAföG und die Möglichkeit von Nebentätigkeiten.

## Punktesystem „Chancenkarte“
Anhand des Punktesystems können benötigte Auswahlkriterien mit den eigenen Voraussetzungen abgeglichen werden. Insgesamt müssen sechs Punkte erreicht werden, um die „Chancenkarte“ zu bekommen. Grundvoraussetzung sind Deutschkenntnisse auf dem Level A1 oder Englischkenntnisse auf dem Level B2 sowie eine (mindestens) zweijährige Berufsausbildung oder ein Hochschulabschluss, der im Herkunftsland anerkannt ist. Zusätzlich muss nachgewiesen werden, dass eine finanzielle Absicherung besteht, zum Beispiel über eine Nebenbeschäftigung (bis zu 20 Stunden in der Woche). Nachgewiesen kann das anhand eines Arbeitsvertrages.

### Punkteverteilung für die Chancenkarte auf einen Blick
| Punkteverteilung   | Auswahlkriterien |
| ------------------ | --- |
| Grundvoraussetzung | Ausreichende Deutschkenntnisse auf dem Level A1 oder Englischkenntnisse auf dem Level B2 sowie eine mindestens zweijährige Berufsausbildung nach den Regeln des Herkunftslandes. Daneben müssen über ausreichende finanzielle Mittel verfügt werden. Der Nachweis darüber kann mithilfe eines Arbeitsvertrags für eine Nebenbeschäftigung (bis zu 20 Stunden pro Woche) erfolgen. |
| 4 Punkte           | Die Teilanerkennung eines ausländischen Berufsabschlusses. |
| 4 Punkte           | Die Erlaubnis, einen reglementierten Beruf auszuüben (z. B. Erzieher, Krankenpfleger oder Ingenieure). Diese Kriterien erfüllen die wenigsten Bewerber. |
| 3 Punkte           | Fünf Jahre Berufserfahrung (in den letzten sieben Jahren) im gelernten Beruf sowie einer vorausgehenden zweijährigen Berufsausbildung nach den Regeln des Herkunftslandes. |
| 3 Punkte           | Gute Deutschkenntnisse auf dem Sprachniveau B2. |
| 2 Punkte           | Eine zweijährige Berufserfahrung mit vorausgehender Berufsausbildung (in den letzten fünf Jahren). |
| 2 Punkte           | Das Alter von 35 Jahren wurde noch nicht überschritten. |
| 2 Punkte           | Ausreichende Deutschkenntnisse auf dem Sprachniveau B1. |
| 1 Punkt            | Bewerber, die nicht älter als 40 Jahre alt. |
| 1 Punkt            | Vorausgegangener Aufenthalt in Deutschland (mindestens sechs Monate). Dieser muss anhand von Dokumenten nachgewiesen werden. Touristische Voraufenthalte zählen nicht dazu. |
| 1 Punkt            | Sehr gute Englischkenntnisse (C1). |
| 1 Punkt            | Hinreichende Deutschkenntnisse (A2). |
| 1 Punkt            | Eine Ausbildung in einem Engpassberuf. |
| 1 Punkt            | Gemeinsam mit einem Ehepartner / einer Ehepartnerin einen Antrag auf die „Chancenkarte“ stellen. |